# Proto-Koreanische Sprache
Die proto-koreanische Sprache ist eine rekonstruierte Vorform der koreanischen Sprache. Sie wurde in der Bronze- und Eisenzeit gesprochen.
Als die drei Königreiche Koreas gebildet wurden, hatte Proto-Koreanisch sich bereits zu Alt-Koreanisch entwickelt.

## Grammatik
Koreanisch besitzt agglutinierende Morphologie und Adpositionen um grammatische Fälle zu unterscheiden. Unter anderem teilt es sich auch einige Ähnlichkeiten mit Japanisch und Ainu.

## Vokabular
Altkoreanische Wörter kommen größtenteils in einer mehrsilbigen Form vor und weisen Vokalharmonie als auch eine KVK(V)-Struktur auf. Die Personalpronomen für ich, wir, du sind entsprechenderweise na, uri and nə. Es lassen sich vereinzelte Kognate zu benachbarten Sprachfamilien aufzufinden, hauptsächlich mit der Proto-Japanischen aber auch mit der Proto-Tungusischen. Das Wort für Buddha, ist z. B. in Altjapanisch als */pətəkəɨ/ und in Mandschu als fucihi aufzufinden, jedoch lässt sich die irreguläre Konsonantenparallele der letzten Silbe nur durch einen koreanischen Ursprung erklären, da die vorigen Sprachen keinerlei Kontakt zueinander hatten. Das Wort für Buddha hatte somit den phonetischen Wert */putəke/, während die letzte Silbe laut Thomas Pellard auf den Adelstitel aus Goguryeo und Buyeo 加 *kə zurückgeführt werden kann. Der erste Wortbestandteil ist von dem mittelchinesischen Wort bɨu duo und letztendlich von Sanskrit Buddha abgeleitet.

### Numerale
Die vorhandenen Proto-Koreanischen Numerale sind mithilfe von Texten belegt, die jedoch in chinesischen Schriftzeichen geschrieben wurden.
|    | Proto-/Altkoreanisch | Mittelkoreanisch | Frühmodernes Koreanisch |
| -- | -------------------- | ---------------- | ----------------------- |
| 1  | *hət(V)-/*hətan      | hʌnáh            | hʌna                    |
| 2  | *tupɨr               | tǔlh             | tul                     |
| 3  | se-/*seki            | sə̌jh             | səyhs                   |
| 4  | ne-/*neki            | nə̌jh             | nəyhs                   |
| 5  | *tasəs               | tasʌ́s            | tasʌs                   |
| 6  | *jəsəs               | jəsɨ́s            | jəsəs                   |
| 7  | *nirkup              | nilkúp           | ilkop                   |
| 8  | *jətərp              | jətɨ́lp           | jʌtʌp                   |
| 9  | *ahop                | ahóp             | ahop                    |
| 10 | *jer                 | jə́lh             | jəl                     |